# ميخائيل جون ليما
ميخائيل جون ليما (بالألمانية: Michael John Lema)‏ هو لاعب كرة قدم نمساوي في مركز الوسط، ولد في 13 سبتمبر 1999 في ايتيجي ‏ في تنزانيا. شارك مع منتخب النمسا تحت 18 سنة لكرة القدم ومنتخب النمسا تحت 19 سنة لكرة القدم ومنتخب النمسا تحت 20 سنة لكرة القدم ومنتخب النمسا تحت 21 سنة لكرة القدم. أما مع النوادي، فقد لعب مع شتورم غراتس.

## وصلات خارجية
- ميخائيل جون ليما على موقع قاعدة بيانات كرة القدم.إي يو (الإنجليزية)
- ميخائيل جون ليما على موقع Soccerway.com (الإنجليزية)
- ميخائيل جون ليما على موقع عالم كرة القدم.نت (الإنجليزية)